# 質量間隙
量子场论中的質量間隙是指最低能级（也就是真空）以及下一個次低能級之間的能量差。依照定義，真空的能量為零，假設所有能级都可以表示為平面波中的粒子，則質量間隙就是最輕粒子的質量。
實際（非微扰）能量本征態的能量是擴散的，這些本征態嚴格來說不算是本征態，質量間隙更準確的定義是和真空正交任何狀態能量的最大下界。
在離散晶格模型中的多体问题中也有類似質量間隙的概念，是Gapped Hamiltonian。

## 數學定義
在特定的實值量子場{\displaystyle \phi (x)}中，其中{\displaystyle x=({\boldsymbol {x}},t)}，可以稱此理論有質量間隙，若二點函數有以下的特性
{\displaystyle \langle \phi (0,t)\phi (0,0)\rangle \sim \sum _{n}A_{n}\exp \left(-\Delta _{n}t\right)}
其中{\displaystyle \Delta _{0}>0}是哈密頓量頻譜中的最低能量，因此也就是質量間隙。這個量很容易擴展到其他的場，一般是在lattice computations中測量的。依此方式可證明楊-米爾斯理論可在lattice上產生質量間隙。對應的時間順序值（传播子）會有以下的特性；
{\displaystyle \lim _{p\rightarrow 0}\Delta (p)=\mathrm {constant} }
其常數值是有限值。一個典型的例子就是自由的大質量粒子，其常數是1/m2。

## 外部連結
- Sadun, Lorenzo. Yang-Mills and the Mass Gap. Video lecture outlining the nature of the mass gap problem within the Yang-Mills formulation. （页面存档备份，存于）
- Mass gaps for scalar field theories on Dispersive Wiki